# بد تحصیلی لورین هیل
بد تحصیلی لورین هیل (انگلیسی: The Miseducation of Lauryn Hill) نخستین آلبوم استودیویی خوانندهٔ آمریکایی لورین هیل است که در سال ۱۹۹۸ منتشر شد.